# Opération Méduse (nouvelle)
Opération Méduse (titre original : Gorgon Planet) est une nouvelle de science-fiction de Robert Silverberg. Cette nouvelle est, chronologiquement, la première nouvelle publiée de l'auteur, alors âgé de dix-neuf ans.

## Publications

### Publications dans les pays anglo-saxons
La nouvelle est parue en février 1954 dans le magazine écossais Nebula Science Fiction.
Après plusieurs publications dans différents recueils, sa dernière publication remonte à 2012, dans l'anthologie The Collected Stories of Robert Silverberg, Volume One.

### Publications en France
La nouvelle a été publiée en langue française en 2002 aux éditions Flammarion, dans le recueil Le Chemin de la nuit (grand format) avec une traduction de Corinne Fisher. Une nouvelle édition en format poche est intervenue chez J'ai lu en 2004 avec la même traduction. La nouvelle est ainsi l'une des 124 meilleures nouvelles de Silverberg sélectionnées pour l'ensemble de recueils Nouvelles au fil du temps, dont Le Chemin de la nuit est le premier tome.

## Résumé
Un vaisseau spatial humain vient de se poser sur la planète Bellatrix IV. La planète semble très accueillante, jusqu'au moment où Flaherty, un des huit membres de l'expédition, est foudroyé par… on ne sait quoi au juste. 
En examinant les environs, les astronautes constatent la présence d'une créature extraterrestre qui semble avoir les pouvoirs de Méduse et capable, dans la mythologie grecque, de foudroyer toute personne qui la regarderait droit dans les yeux. Les astronautes se répartissent en trois groupes, avec l'intention de tuer la créature sans la regarder droit dans les yeux. 
Hélas, un deuxième homme de l'équipage, Janus, est encore foudroyé. Néanmoins les survivants parviennent à tuer la créature, qui bien qu'étant morte, parviendra à causer la mort d'un troisième astronaute, Framer, l'astrobiologiste, qui croyait qu'elle avait perdu ses pouvoirs à la suite de son décès, alors que ce n'était pas le cas. 
La nouvelle se termine ainsi : « Il a fallu se mettre à cinq pour soulever et ranger l'énorme créature. C'était enfin terminé. Fini les monstres. Dès lors l'expédition serait de tout repos. Malheureusement, le lendemain, Ramirez a découvert un Sphinx tapi près du vaisseau… ».